# علم الآخرات

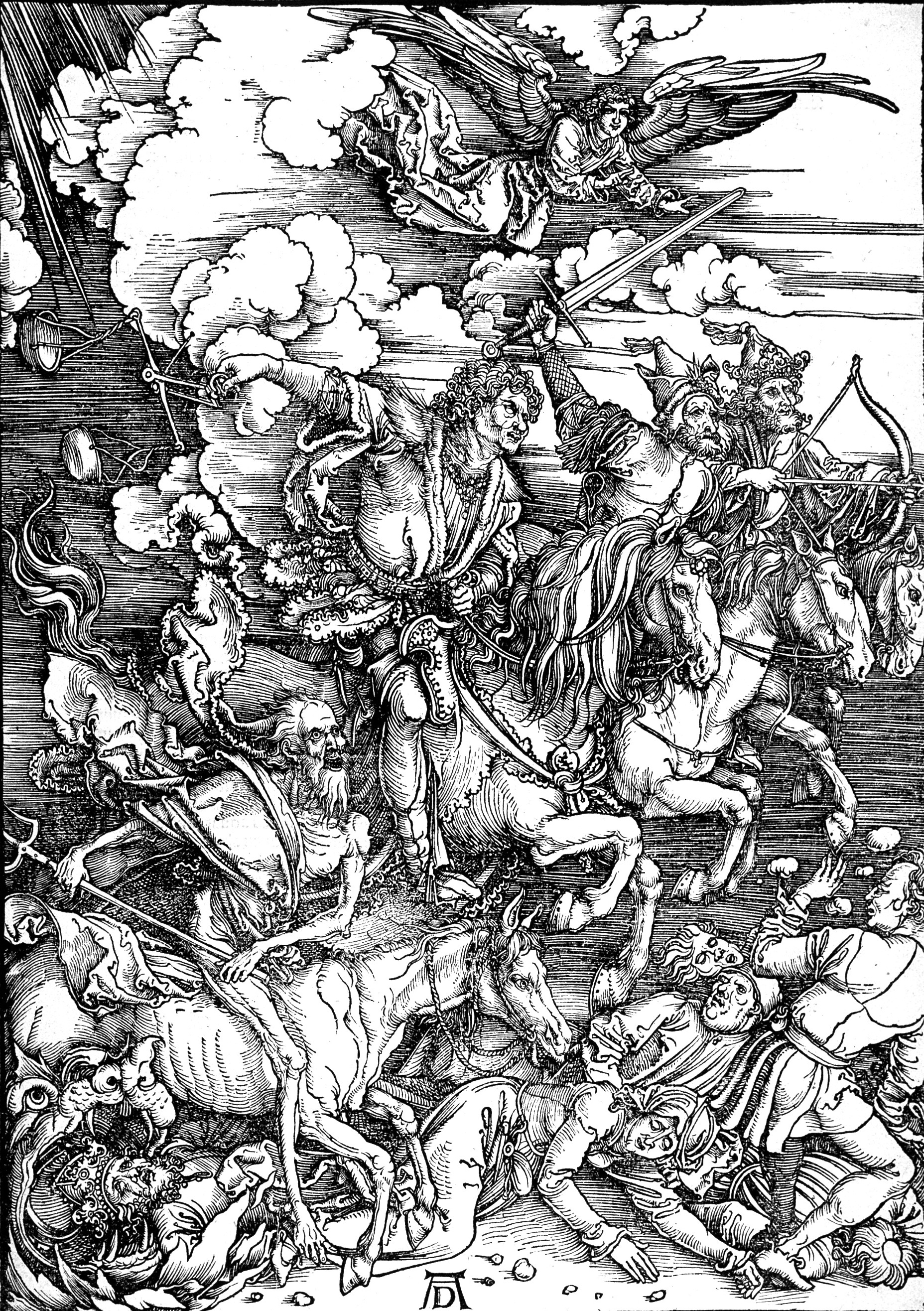
فرسان رؤيا يوحنا الأربعة

الأُخْرَوِيَّات أو علم الأُخرويات أو علم آخر الزمان أو الإسخاتولوجيا (بالإنجليزية: Eschatology)‏ هو جزء من اللاهوت يهتم بالأحداث النهائية للتاريخ، أو المصير النهائي للبشرية. يُشار إلى هذا المفهوم عادة باسم «نهاية العالم» أو «نهاية الزمان». نشأت الكلمة (Eschatology) من الكلمة اليونانية (ἔσχατος) eschatos وتعني «الأخير» و (logy) وتعني «دراسة»، وظهرت لأول مرة في اللغة الإنجليزية نحو عام 1844. يعرف قاموس أوكسفورد الإنجليزي علم الآخرات على أنه «جزء من اللاهوت معني بالموت والدينونة والمصير النهائي للنفس والجنس البشري».
يمكن تقسيم التاريخ إلى «عصور» (دهور)، وهي فترات زمنية لكل منها قواسم مشتركة معينة. ينتهي عصر ويبدأ عصر جديد أو عالم قادم. تُستبدل عبارة «نهاية العالم» بعبارة «نهاية العصر» أو «نهاية الحقبة» أو «نهاية الحياة كما نعرفها» عند دراسة مثل هذه الانتقالات من وجهة نظر أخروية. لا تتعامل الكثير من روايات نهاية العالم مع «نهاية الزمان»، بل مع نهاية فترة معينة، ونهاية الحياة كما هي الآن، وبداية فترة جديدة. قد تحدث كارثة الانتقال بسبب تدخل إله في التاريخ، أو حرب، أو تغيير في البيئة، أو الوصول إلى مستوى جديد من الوعي.
قد تنطوي السيناريوهات الدينية والعلمانية، في علم الآخرات الحديث والزمانية، على اضطراب أو تدمير عنيف للعالم،  في حين ينظر أخرويو المسيحية واليهودية إلى نهاية الزمان على أنها إتمام أو كمال خلق الله للعالم، وإن كان ذلك من خلال مقدمات عنيفة، مثل المحنة الكبرى.

## بحسب الأديان

### البهائية
لا بداية لعملية الخلق، ولا نهاية لها، وليست دورية، بحسب العقيدة البهائية. على عكس ذلك، يُنظر إلى علم آخرات الأديان الأخرى بصورة رمزية، وتُحدد فترات الزمن البشري عبر توالي الوحي الذي يرسل الله من خلاله رسل أو أنبياء متعاقبون. يُنظر إلى مجيء كل واحد من هؤلاء الرسل على أنه يوم الحساب لأتباع الديانة السابقة، الذين قد يختارون قبول الرسول الجديد ودخول «جنة» الإيمان، أو التنديد بالرسول الجديد ودخول «جحيم» الإنكار. تُعتبر كلمتا «الجنة» و«الجحيم»، بحسب وجهة النظر هذه، رمزيتين تشيران إلى الارتقاء الروحي للشخص وقربه من الله أو بعده عنه. يشير، بحسب العقيدة البهائية، مجيء بهاء الله، مؤسس البهائية، إلى تحقيق النبؤات الأخروية السابقة للإسلام والمسيحية والديانات الرئيسية الأخرى.

### البوذية
ذكر بوذا أن تعاليمه ستختفي بعد خمسة آلاف سنة من وفاته، ما يعادل عام 4600 ميلادية تقريبًا. قال أيضًا أنه، بحلول هذا الوقت، ستُفقد كذلك معرفة الدارما. ستُجمع آخر آثاره في بوده غايا وتُحرق. سيأتي عصر جديد يظهر فيه بوذا مايتريا القادم، ولكن سوف يسبق ذلك انحطاط المجتمع البشري. سيغلب على تلك الفترة: الجشع، والشهوة، والفقر، والضغينة، والعنف، والقتل، والضعف البدني، والانحراف الجنسي والانهيار المجتمعي، وحتى بوذا نفسه سيُنسى. سيتبع ذلك عصر ذهبي جديد.

### المسيحية
يعتقد بعض الباحثين أن تعاليم يسوع عن نهاية العالم كانت الرسالة الرئيسية التي قصد يسوع أن ينقلها. حتى أنه قال لتلاميذه: «لا يمضى هذا الجيل حتى يكون هذا كله»، وكما قال جيمس تابور، هذا وعد محدد جدًا.
تطورت مذاهب أخروية مسيحية مختلفة، موفرة أطرًا مختلفة لفهم توقيت وطبيعة التنبؤات الأخروية. مال البعض، كمذهب القبألفية، نحو رؤية أخروية، بينما مال البعض الآخر، كمذهب ما بعد الألفية واللألفية، مع قولهم بأن نهاية العالم قد تأتي في أي لحظة، إلى التركيز في الحاضر والتأكيد على أنه لا ينبغي للمرء أن يحاول التنبؤ بموعد قدوم النهاية، وذلك رغم وجود استثناءات كالمبشر جوناثان إدواردز، الذي قدّر أن نهاية العالم ستحدث حوالي عام 2000.
مذهب الإخوة المسيحية
حسب الإخوة المسيحية، تمثل أرمجدون «النقطة الفاصلة في التاريخ، حيث ستجتمع الأمم في مكان «يُدعى باللغة العبرية هرمجدون»، ويُعلن بحسابهم إنشاء مملكة الله». تعتقد الإخوة المسيحية، أن يسوع بنفسه سيعود بعد ذلك إلى الأرض ليقيم مملكة الله وفاءً بالوعود التي قُطعت لإبراهيم وداود. يشمل هذا الاعتقاد بأن المملكة القادمة ستكون استعادة مملكة الله الأولى لإسرائيل، والتي كانت تحت حكم داود وسليمان. يمثل ذلك، بحسب الإخوة المسيحية، رسالة الإنجيل الرئيسية التي علّمها يسوع والرسل.

### يسوع
تصور الأناجيل يسوع على أنه نبي أخروي، وقد وصف نفسه، كما وصفه غيره، بأنه ابن الإنسان المنادي باستعادة إسرائيل. كان يسوع نفسه، كابن الله (تسمية استخدمها هو والآخرون على السواء) الموكل بحكم هذه المملكة بصفته سيد تلاميذ المسيح الاثنى عشر، وهم حكام الأسباط الاثنى عشر.
شدد ألبرت شفايتزر على أن يسوع كان نبيًا أخرويًا، وقد أعد أتباعه اليهود لنهاية العالم الوشيكة. يتفق مؤرخون كثيرون على أن يسوع كان نبيًا أخرويًا، وأبرزهم باولا فريدريكسن، وبارت إيرمان، وجون بول ميير. يصور إي بي ساندرز يسوع على أنه «نائب الملك» المحتمل في مملكة الله، فوق الرسل، الذين سيدينون القبائل الإثني عشر، تحت حكم الله. توصل، رغم ذلك، إلى أن يسوع على ما يبدو قد رفض لقب «الماشيح»، وادعى غموض الدليل بشأن ما إذا كان يسوع قد قصد نفسه، عندما أشار إلى «ابن الإنسان آتيًا على سحاب السماء»، بصفته حاكم إلهي (انظر كذلك سفر دانيال الفصل 7)، وذكر كذلك أن الإشارات الواردة في الكتاب المقدس بشأن وصف ابن الإنسان كشخصية تجسد المعاناة ليست حقيقية.
كانت كرازة يوحنا: «توبوا، لأنه قد اقترب ملكوت السماوات» (متى 3: 2)، هي نفس الرسالة التي علّمها يسوع (متى 17:4 ؛ مرقس 15:1). تحدث يسوع، بالإضافة إلى ذلك، عن علامات «نهاية الزمان» في موعظة جبل الزيتون في متى 24 (وما يوازيه)، إذ قال في نهايته: «لا يمضى هذا الجيل حتى يكون هذا كله» (آية 34). فهم المفسرون هذه العبارة بطرق متنوعة، فالبعض يقول إن معظم ما وصفه تحقق بالفعل في تدمير المعبد المقدس في حصار القدس الروماني (انظر السابقية)، والبعض يقول، من بين تفسيرات أخرى، أن كلمة «الجيل» ينبغي أن تُفهم بمعنى «العرق» (انظر الملاحظات بهوامش متى 24:34 بالنسخة الدولية الجديدة). يقبل علماء آخرون مثل إيرمان وساندرز أن يسوع كان ببساطة مخطئًا، إذ اعتقد أن نهاية العالم وشيكة. «نحن نرى معقولية هذه الدلائل عبر الاعتقاد أن يسوع نفسه قال لأتباعه أن ابن الإنسان سيأتي ما داموا أحياء. وتساعد حقيقة صعوية توقع مسيحيو القرن الأول لذلك، في إثبات تبني يسوع لهذا الفهم. كما نود أن نشير إلى أن المسيحية قد نجت من اكتشاف ارتكاب يسوع لخطئ فادح مبكرًا».

### الإسلام
ذكر اليوم الأخر في القرآن ويعتبر أحد أركان الإيمان الإسلامي مع الإيمان بالله والإيمان بالكتب والرسل… (سورة البقرة 62، المائدة 69) كما ذكرت بتعبير «القيامة» (البقرة 113، النساء 87، النحل 27) وبتعابير أخرى مثل «الساعة» (يونس 49) و«يوم الفصل» و«يوم الحساب» وتوصف الآخرة على أنها نهاية الخلق كما نعرفه وهو يوم الحساب الذي يدخل المؤمنون به إلى جنة نعيم إن كانو مصلحين أو إلى عذابات جهنم إن لم يصلحوا.
ويعتمد البحث الإسلامي" عن إشارات، صفات "اليوم الآخر" وطبيعته وعلامات حدوثه على الأحاديث النبوية. وقسمت علامات الساعة في الإسلام
علامات الآخرة: بعلامات صغرى وعلامات كبرى . ومن العلامات الصغرى: التطاول في البنيان، عودة الجزيرة العربية مروجا وأنهارًا، ظهور أناس يدعون النبوة.
أما العلامات الكبرى فهي عشرة (ليست على الترتيب): الدخان، ظهور الدجال، ظهور الدابة المتكلمة، شروق الشمس من مغربها، نزول المسيح عيسى _عليه السلام _، ظهور يأجوج ومأجوج، وانخسافات الأرض الثلاثة من المشرق ثم خسف من المغرب …

### البهائية
يعتقد البهائيون أن ليس هناك بداية ولا نهاية للخلق. لذلك ينظرون إلى أفكار نهايات العالم التي تؤمن بها الديانات الأخرى على أنها رمزية نظرية. ويؤمنون بأن الزمان الإنساني هو سلسلة من الرؤى التقدمية التي يجلبها رسل من الله يحملون رسالة للبشرية بحسب زمانهم ومعرفة عصرهم. ويرون أن نزول رسول جديد هي إشاره لمحاسبة الجيل الذي سبقه. فإما يقبلون بالرسالة الجديدة فيدخلون في جنة الإيمان أو يرفضونه فيدخلون جهنم الإنكار. وفي هذا السياق، مفهوم الجنة والنار هو رمزي يدل على مدى تطور روحانية الشخص بحسب تقربه وبعده عن الله. وبحسب معتقدات البهائية، فإن بهاءالله، مؤسس البهائية، هو إشارة لكمال ومحاسبة الديانات السابقة مثل الإسلام والمسيحية والديانات الرئيسية الأخرى.

### البوذية
في البوذية، هناك نقطتين مهمتين تتناولان الأخرة.
الأولى هي ظهور مايتيريا بعد 5000 سنة بعد موت بوذا (أي حوالي 4600م). سيظهر بعد أن تكون أفكار بوذا قد نسيت وحرقت أخر بقايا رفاته وابتعد الناس عن الدارما وحل الانحلال في المجتمعات الإنسانية.
والثانية هي ما يوصف بـ«خطبة الشموس السبع» والتي تتحدث عن نهاية الخلق والإنسانية التام وذلك عندم يبداء ظهور سبعة شموس متتالية تحل كل منها الخراب القاضي على الخليقة.

### المسيحية اليهودية
في المسيحية اليهودية، أي الطائفة اليهودية التي تؤمن بيسوع المسيح مع البقاء على يهوديتها، لا يوجد اعتقاد متين حول نهاية الخلق إلا في اعتقادهم «أن نهاية العالم ستأتي عندما ينتهي دور اللايهود، وعندها سيتحقق وجود إسرائيل».

### الهندوسية
بحسب تقاليد الفيشنوية،، يعتقد الهندوس أن نهاية العالم ستأتي بعد ظهور كالكي، وهو التشخيص العاشر والأخير للإله فشنو، وعندها سنتهي العصر وتتحلحل الخليقة لولادة كون جديد.

### اليهودية
في الفكر اليهودي، هناك فلسفة حول «الأيام الأخيرة» (بالعبرية: אחרית הימים، أحريت هَياميم) بحسب ما ورد في التوراة عن الأحداث التي ستحصل، مثل تجميع يهود الشتات، مجيء المشيح المخلص، الحياة بعد الموت، ووصول الصالحين الأموات. وقد ذكرت بعض تفاصيل الأيام الأخيرة في سفر دانييل، وكذلك في التلمود.

### الزردشتية
بحسب المعتقدات الزراداشتية، ستكون نهاية العالم عندما تكون الغلبة لاله الخير ضد اله الشر ويعاد إنتاج الخليقة على أسس الصلاح الدائم بعد الاتحاد الأبدي مع إله الخير أهورا مازدا. وأسس المعتقد ان:
1. النصرة ستكون للخير في نهاية المطاف
2. كانت الخليقة الآساسية صالحة لكن خربت عن يد الشر
3. وفي النهائية، ستعود الخليقة إلى الكمال كما كانت عند خلقها
4. خلاص الفرد يكون بحس مجموع آعماله وأقواله فقط. لا يوجد أي وسيط أو مغرفة يمكن التعويل عليها من أي مخلوق، إلهي كان أو بشري. لذلك، يتحمل كل فرد نتيجة قراراته وأعماله.

## مقارنة مع المفاهيم العلمية والفلسفية

### الدراسات المستقبلية ومابعد الإنسان
هناك العديد من الأبحاث التي تتناول مستقبل البشرية وتحاول ربط نهاية الحياة على الأرض كما نعرفه بسبب تفوق الذكاء الاصطناعي التكنولوجي في المستقبل.

### علم الفلك

صورة نظرية تظهر دائرة حياة الشمس.

في علم لافلك، هناك تعبير مستحدث يسمى «ليوم الأخر المادي» وهو يتعلق بتنبؤات آستروفيزيائية (الفيزياء الكونية) لما سيحدث في الكون والتي تؤدي إلى دمار الحياة. فبحسب هذه التنبؤات، ستتحول الشمس إلى نجم أحمر عملاق بعد حوالي 6 ملايير سنه. وستنتهي الحياة على الأرض بسبب ارتفاع الحرارة وذلك بفترة طويلة قبلأن تبتلعها الشمس.

## مواضيع متعلقة
- فرشوكيرتي (نهاية العالم بحسب العقيدة الزردشتية)
- المابو (في البوذية)
- راكناروك (في الميثولوجيا الشمالية)
- ظاهرة 2012 (في ديانات شعب المايا)
- يوم القيامة
  - إسخاتولوجيا مسيحية
  - رؤيا يوحنا (في المسيحية)
  - يوم القيامة في الإسلام